# Milan Neralić
Milan Neralić, né le 26 février 1875 à Slunj et mort le 17 février 1918 à Wiener Neustadt, est un maître d'armes croate spécialiste du sabre.

## Carrière
Milan Neralić participe pour l'Autriche-Hongrie à l'épreuve des maîtres d'armes de sabre des Jeux olympiques d'été de 1900 à Paris, où il remporte une médaille de bronze. Certains estiment qu'il représentait le Pays de la Couronne de saint Étienne, donc le royaume de Hongrie.